# Наци (село)
Наци́ (дарг. НяхIцIa) — село в Акушинском районе Дагестана. Административный центр сельского поселения «Сельсовет Нацинский».

## Географическое положение
Расположено в 23 км к югу от районного центра села Акуша.

## Население
| 1888 | 1895 | 1926 | 1939 | 1970 | 1989 | 2002 |
| ---- | ---- | ---- | ---- | ---- | ---- | ---- |
| 1132 | ↘167 | ↘151 | ↗157 | ↘105 | ↗140 | ↗160 |
| 2010 | 2021 |      |      |      |      |      |
| ↘149 | ↗164 |      |      |      |      |      |

## История
В селе обнаружена могила, эпитафия которой датируется не позднее 13 веком. На ней написано: «Нет бога кроме Аллаха, Муха[ммад посланник Аллаха]».

## Известные уроженцы
- Абдулла Нацинский  — кадий Наци и Сирхи. Наиб имама Шамиля.
- Кадибагамаев Амирбек Алиевич — член Союза журналистов, член Союза писателей России, писатель. Автор романа «Залум», повестей «Чужая воля», «Медовое дерево», «Потухший очаг» и др.[12]